# Can Dimoni
Can Dimoni és una casa d'Amer (Selva) inclosa a l'Inventari del Patrimoni Arquitectònic de Catalunya.

## Descripció
Edifici entre mitgeres de quatre plantes i coberta de doble vessant a façana. Consta de dues crugies i està arrebossat i pintat de color ocre groguenc a excepció dels marcs d'algunes obertures, de pedra pintada de gris blavós.
La planta baixa presenta dues portes de forma rectangular emmarcades de pedra pintada i llinda monolítica. El primer i el segon pis consten d'un balcó i una finestra cadascun, amb els marcs de pedra. El tercer pis l'ocupa un antic badiu de dues finestres de forma d'arc rebaixat i una de rectangular, més petita. Les finestres tenen l'ampit de placat de pedra i les finestres amb forma d'arc tenen una barana formada per una barra horitzontal cilíndrica a la part baixa.
El ràfec està format per dues fileres de rajola, una plana i una en forma de dent de diamant.

## Història
Aquesta casa cal situar-la a finals del segle xix, potser com a reforma d'un edifici anterior.